# Потякші
Потякші́ (рос. Потякши, ерз. Потякш) — село у складі Краснослободського району Мордовії, Росія. Входить до складу Краснопідгорного сільського поселення.
Населення — 39 осіб (2010; 71 у 2002).
Національний склад (станом на 2002 рік):
- мордва — 52 %
- мокшани — 34 %